# Kat River
Der Kat River (afrikaans: Katrivier) ist ein Fluss in der südafrikanischen Provinz Ostkap.

## Flusslauf
Der 150 Kilometer lange Kat River beginnt am Katrivier Dam bei Seymour. Mehrere Quellflüsse, darunter der Elands River, der am Elandsberg entspringt, führen zum Stausee.  Etwas flussabwärts mündet der Fairbairns River in den Kat River. Er entspringt am Katberg, der zu den Winterbergen gehört. Der Kat River fließt in großen Windungen südwärts, passiert die Städte Blinkwater und Fort Beaufort und mündet in den Great Fish River. 

## Hydrometrie
Die Abflussmenge des Kat River wurde am Pegel Fort Beaufort, bei gut der Hälfte des Einzugsgebietes,  über die Jahre 1991 bis 2021 in m³/s gemessen.

## Geschichte
1829 siedelten die Behörden der Kapkolonie rund 250 Khoikhoi und Coloureds im Tal des Kat River an, um so eine Pufferzone zu den Xhosa einzurichten. Die Siedler des Kat River Settlement betrieben dort Landwirtschaft, unterstützt durch Missionare, und standen daher den Buren nicht mehr als billige Arbeitskräfte zur Verfügung. Nachdem ein Teil von ihnen in den Grenzkriegen Mitte des 19. Jahrhunderts gegen die Kapkolonie kämpften, verloren sie ihren Besitz. Die übrigen Siedler wurden um 1900 durch überhöhte Kredite und schließlich bei der Einrichtung des Homelands Ciskei ab 1961 vertrieben.
1969 wurde der Katrivier Dam bei Seymour errichtet. Die Staumauer besteht aus vier Bögen und ist rund 50 Meter hoch.

## Heutige Bedeutung
Das Wasser des Kat River dient zur künstlichen Bewässerung von Zitrusplantagen im Kat River Valley sowie zur Trinkwasserversorgung der Städte Seymour und Fort Beaufort. 